# تاريخ مدينة فيرونا

تاريخ فينيتو

تاريخ فيرونا(بالإيطالية: Storia di Verona)‏ يمتد تاريخ مدينة فيرونا من تأسيس أول مستوطنة على تل «سان بيترو»، والتي يعود تاريخها إلى العصر الحجري الحديث، حتى يومنا هذا: الشواهد على هذه القصة القديمة والغنية ملموسة في المعالم والشوارع والساحات وحتى تحت الأرض، حيث الأطلال والتحف التي تعود إلى عصور ما قبل التاريخ من الحضارات القديمة، ولا سيما في روما.
وخلال السيطرة الرومانية تطورت مدينة فيرونا حتى أصبحت واحدة من أهم المدن الإيطالية في الشمال، واستمرت هكذا في عقود عدة في قرون لاحقة؛ وبالغم من سقوط الإمبراطورية الرومانية أصبحت المدينة عاصمة عدة مرات لممالك بربرية. أصبحت فيرونا في أواخر العصور الوسطى بلدية مستقلة. ولكن كثيرا ما تنشأ صراعات دموية بين الأسر غيلف وغيبيليني: الأولى يرأسها سامبونيفاتشو، والثاني بمونتاكي أولا ثم خلفه سكاليجيري.
كانت عائلة ديلا سكالا إبطال فيرونا لقرنين عديدة، حتى اسقوط فيرونا في 1388، وفي غضون سنوات قليلة رضخت فيرونا لفيسكونتي، ثم كاراريسي وأخيراً في 1405 من قبل فينسيا.
ومع نهاية جمهورية فينسيا في 1797 بدا الاحتلال الأجنبي، أولاً تحت الاحتلال النمساوي وتبعه الاحتلال الفرنسي: أصبحت فيرونا جزءا من المملكة الإيطالية الوليدة فقط في عام 1866.

## النشأة
نشأت فيرونا في مكان ظروفة البيئية ملائمة حيث تم الاختيار بناء على الموقع الجغرافي الملائم على هضية سان بيترو حيث يسهل الدفاع عن المكان من الهجمات الخارجية؛ يمكن أن تكون ضفاف أديجي خطيرة، حيث ان النهر يُعرض المناطق المحيطة لفيضانات سنوية؛
كانت تقع هضبة «سان بيترو» في نهاية وديان أديجي، الطريق الرئيسي للتواصل مع شعوب شمال أوروبا، وأبعد من ذلك أنها ممر اتصال إلى عصور ما قبل التاريخ.

### عصور ما قبل التاريخ
كان بالفعل في العصر الحجري الحديث من المحتمل وجود قرية على الجانب الجنوبي من هضبة سان بيترو، على امتداد اودية أديجى، نظراً لأنها واحدة من النقاط القليل الممهدة على النهر، ومن خلالها يمكن بلوغ التلال المجاورة الامنة بسرعة.وفي نهاية العصر الحجري الحديث هاجرت مجموعات من البدوا الرحل من جنوب فرنسا واستقروا فيما يعرف الآن بمدينة فيرونا حيث نشأت القرية الأولى من الاكواخ الحجرية والتي في مأمن من الفيضانات السنوية من اودية أديجي.
منذ قرون مطلع الألفية الرابعة قبل الميلاد، انتشر ثقافة الأواني بفهوة مستديرة مع نمط هندسية وخطي، والذي سوف يتطور لاحقاً إلى أنماط دوامة التعرجات.
كانت هضية سان بيترو غنية بالحقائق حيث وجدوا بقاية البيوت التي شكلت القرية: فسر بعضها كهياكل والطوابق الشفلى من البيوت، وع مرور الوقت نمت القرية وشهدت تعدد سكان مثل السكان البرمائيين في العصر البرونزي. واثناء عصر الحديد انتشر على التل ثقافات فجر التاريخ.

### فجر التاريخ

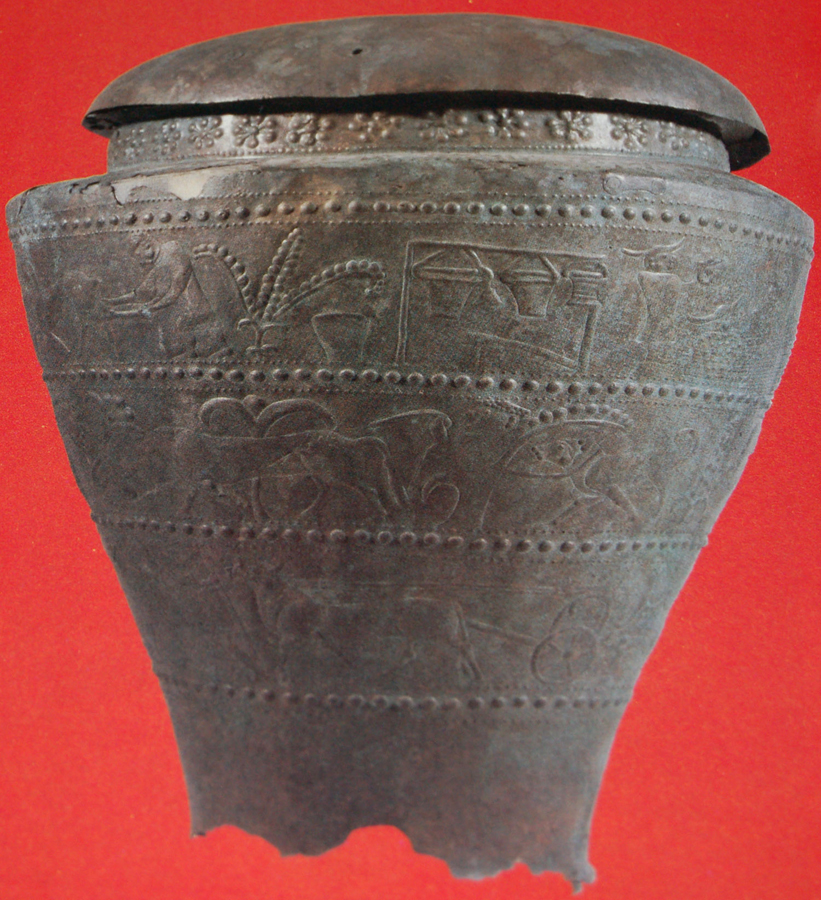
سيتولا البندقية القديمة

اقليم فينيتو والذي استوطن فيه سكان بلاد الغال، الذين احتلوا سهل بدانا بموجات متنوعة من الشمال، ولكن كانت هناك صلات وثيقة لا تزال بين سكان فينيتو والإغريق، ولكن كان الوضع مختلف في فيرونا وذلك لان الإغريق سينوماني وصلوا حتى مجر إديجي، في منطقة مدينة فيرونا، في الواقع، تم العثور على مخطوطات يدوية مرتبطة بالثقافة السلتية، والأكثر احتمالاً ان القرية كان يسكنها سينوماني.
أكد المؤرخون الرومان أن إيوجاني وريتي والباليوفينيتي والإتروسكانسكي أو الغاليين هم أصل فيرونا،
وأكد المؤرخ بوليبيوس ان في القرن الثاني قبل الميلاد كان هناك العديد من الأعراق الفينيتية في المدينة، وهذا ما وثقه وجود البندقية توثيقاً جيدا، خاصة في هضبة «سان بيترو»، وهذا ما بنا عليه المؤرخ افتراضه حول نشات البندقية.
وأكد المؤرخ بلينيوس الأكبر الافتراض بأن أول من أنشئ فيرونا هم ريتي وإيوجاني بينما دعم المؤرخ تيتوس ليفيوس الرأي الذي يقول بأن الغال هم من أسسوا فيرونا.

## فيرونا الرومانية

### العلاقات الأولى مع الجمهورية الرومانية

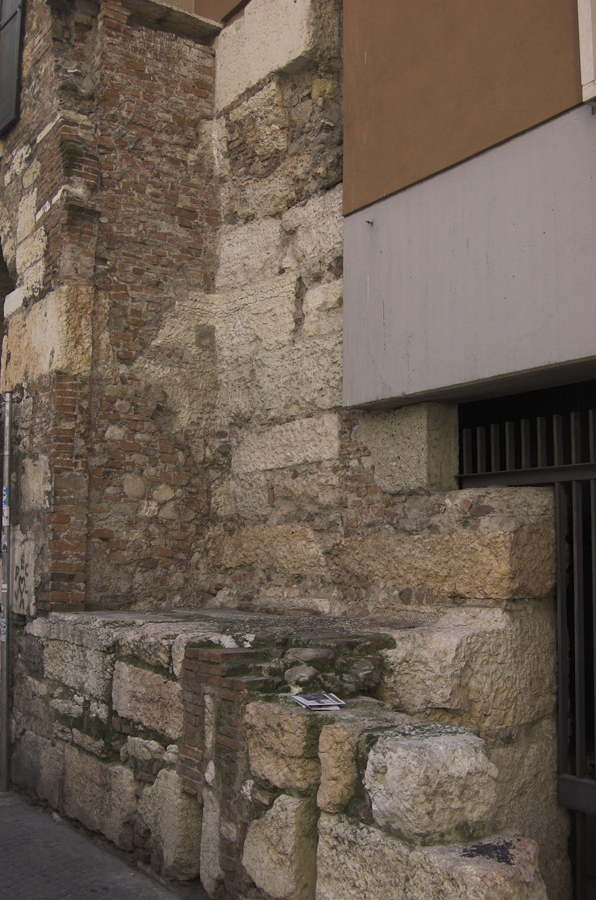
بعض بقايا الجدران الرومانية في وسط مدينة فيرونا

يرجع أول تواصل بين روما ومدينة فيرونا إلى القرن الثالث قبل الميلاد، وسرعان ما تشكلت علاقات صداقة وتحالف (حيث عقد مجلس الشيوخ الروماني إتفاق عام 283 قبل الميلاد مع الباليوفنيتيين والغال السينوماني للحد من الغزو الغالي للبلاد).وربما كانت هناك علاقات اقدم في عام 390 قبل الميلاد.وفي الواقع، عندما غزا الإغريق البرينوس روما نفسها، أضطر لعقد إتفاق مع الرومان بسبب انسحاب الباليوفنيتيين.

## بداية الغزوات البربرية

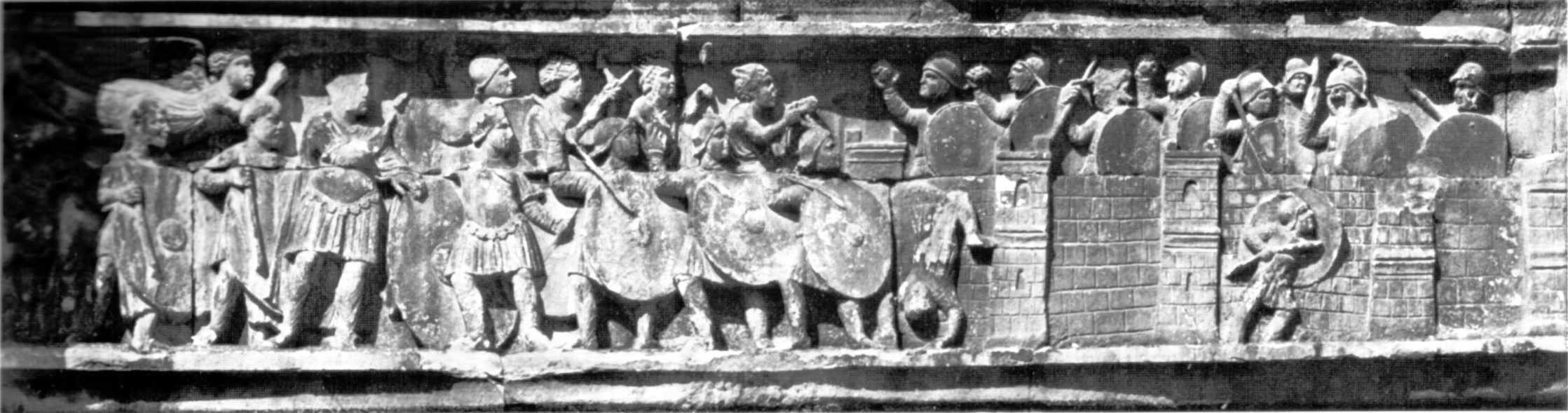
تصوير لحصار مدينة فيرونا في افريز على الجانب الجنوبي من "قوس قسطنطين" في روما

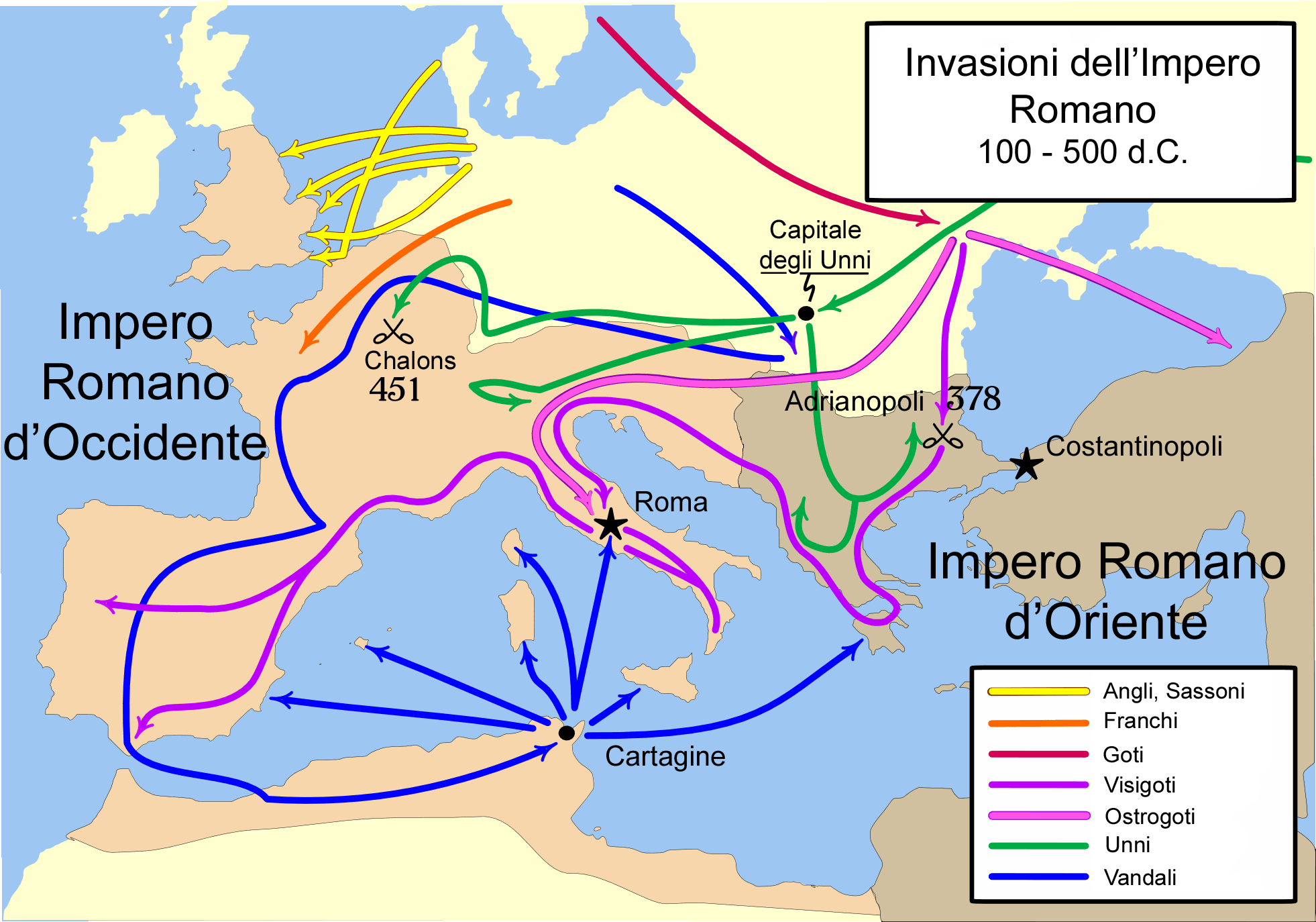
غزوات الإمبراطورية الرومانية

منذ بداية القرن الثاني، فيرونا، مثل معظم المدن في شمال إيطاليا، فقدت أهميتها ولكن أصبحت مسرحا لبعض الحروب الأهلية الرومانية. وحصرت المدينة بالحروب التي شهدت انتصارات للإمبراطور فيليب العربي وديسيوس في عام 249، واوريليوس كارينوس وسابينه جوليانوس في عام 283، وانتصر قسطنطين الأول وبومبيانوس روريسيوس بعد حصار عام 312.